# ジョンソン郡 (アーカンソー州)
ジョンソン郡（Johnson County）は、アメリカ合衆国アーカンソー州の郡である。人口は2万5749人（2020年）。郡庁所在地はクラークスビルである。ジョンソン郡は1833年11月16日に設立され準州の判事「ベン・ジョンソン」の名を取って命名された。

## 地理
アメリカ合衆国統計局によると、この郡は総面積1,768 km2 (683 mi2) である。このうち1,715 km2 (662 mi2) が陸地で53 km2 (21 mi2) が水地域である。総面積の3.01%が水地域となっている。

### 隣接する郡
- ニュートン郡  (北)
- ポープ郡  (東)
- ローガン郡  (南)
- フランクリン郡  (西)
- マディソン郡  (北西)

## 人口動静
2000年現在の国勢調査で、この郡は人口22,781人、8,738世帯、及び6,238家族が暮らしている。人口密度は13/km2 (34/mi2) である。6/km2 (15/mi2) の平均的な密度に9,926軒の住居が建っている。この郡の人種的構成は白人93.69%、アフリカン・アメリカン1.37%、先住民0.62%、アジア0.25%、太平洋諸島系0.01%、その他の人種2.62%、及び混血1.43%である。人口の6.70%がヒスパニックまたはラテン系である。
この郡内の住民は25.20%が18歳未満の未成年、18歳以上24歳以下が9.70%、25歳以上44歳以下が27.60%、45歳以上64歳以下が22.70%、及び65歳以上が14.80%にわたっている。中央値年齢は36歳である。女性100人ごとに対して男性は99.00人である。18歳以上の女性100人ごとに対して男性は95.40人である。
この郡の世帯ごとの平均的な収入は27,910米ドルであり、家族ごとの平均的な収入は33,630米ドルである。男性は25,779米ドルに対して女性は19,924米ドルの平均的な収入がある。この郡の一人当たりの収入 (per capita income) は15,097米ドルである。人口の16.40%及び家族の12.90%は貧困線以下である。全人口のうち18歳未満の19.60%及び65歳以上の15.30%は貧困線以下の生活を送っている。

## 都市及び町
| - クラークスビル - Coal Hill | - ハートマン - ノックスビル | - ラマー |